# تیاگو ماسیل
تیاگو ماسیل (به پرتغالی: Thiago Maciel Santiago) مدافع اهل برزیل است که در شهر Santana do Livramento و در تاریخ ۷ اوت ۱۹۸۲ به دنیا آمده‌است.
تیاگو ماسیل در تیم‌های فوتبال واسکو دوگاما سابقهٔ حضور دارد.